# Aéroport de Pilanesberg
L'aéroport international de Pilanesberg  (code IATA : NTY • code OACI : FAPN) est un aéroport desservant Sun City dans la province Nord-Ouest, en Afrique du Sud. Il est situé à côté de la Réserve de Pilanesberg.

## Situation
'
| Bloemfontein Mthatha Skukuza Richards Bay Polokwane/Pietersburg Pietermaritzburg Prétoria-Wonderboom Ulundi Upington Pilanesberg Le Cap Phalaborwa Port Elizabeth Kruger Mpumalanga Kimberley Mala Mala Durban George Plettenberg · Bay Hoedspruit Jo'bourg-Lanséria Jo'bourg-OR Tambo East London |

Carte statique des aéroports d'Afrique du Sud.Carte dynamique des aéroports d'Afrique du Sud.